# 志摩西班牙村
志摩西班牙村（日语：志摩スペイン村）是位於日本三重縣志摩市的主題樂園，於1994年4月22日開業。為近畿日本鐵道與志摩市合作開發的設施，由主題公園“Parque España”（日語：パルケエスパーニャ）、志摩西班牙村酒店、自然溫泉“向日葵之湯”（日語：ひまわりの湯）組成。

## 外部連結
- 官方网站